# Ifi (figlia di Ligdo)
Ifi (in greco antico: Ιφις?) o Ifide è un personaggio della mitologia greca, figlia di Teletusa e di Ligdo.
La storia di Ifi è uno dei pochi miti greci incentrati sui temi del lesbismo e della transessualità.

## Mitologia
Secondo Ovidio, che ne racconta il mito nelle Metamorfosi, Ligdo dichiarò alla moglie Teletusa, incinta, che se avesse partorito una bambina, i due sarebbero stati costretti ad ucciderla poiché non disponevano dei mezzi per allevarla.
Una notte Iside apparve a Teletusa ormai disperata, dicendole di non preoccuparsi del sesso nascituro e di allevarlo.
Quando Teletusa partorì, nascose al marito il sesso della bambina e la allevò fingendo che fosse un maschio.
Ifi fu cresciuta con un'altra bambina, Iante, che le fu promessa in moglie dal padre; tra le due ragazze sbocciò un amore reciproco.
Man mano che si avvicinava il giorno delle nozze, Ifi era sempre più preoccupata di non poter possedere la sua amata, così pregò Iside-Giunone affinché le fosse permesso di coronare il suo amore. Il giorno prima del matrimonio Teletusa portò la figlia al tempio di Iside ed implorò l'aiuto della dea.
La dea trasformò Ifi in un uomo cosicché rimanesse se stessa dentro al nuovo corpo di un uomo e potesse sposare Iante.